# 印尼擬花鮨
印尼擬花鮨，又稱印尼擬花鱸，為輻鰭魚綱鱸形目鱸亞目鮨科的其中一種，分布於西太平洋的印尼Cenderawasih灣海域，棲息深度40-56公尺，體長可達7.5公分，生活在深水礁坡，為底棲性魚類，成小群活動，屬肉食性，生活習性不明。

## 擴展閱讀
維基物種上的相關：印尼擬花鮨